# 指比

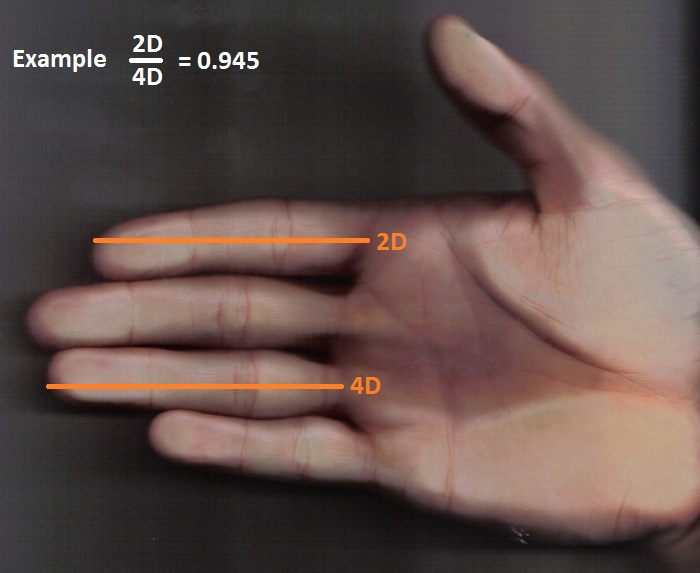
人差し指が薬指よりも短い、すなわち2D:4D比が小さい。これは子宮内でのテストステロン曝露量が高いことを示している。

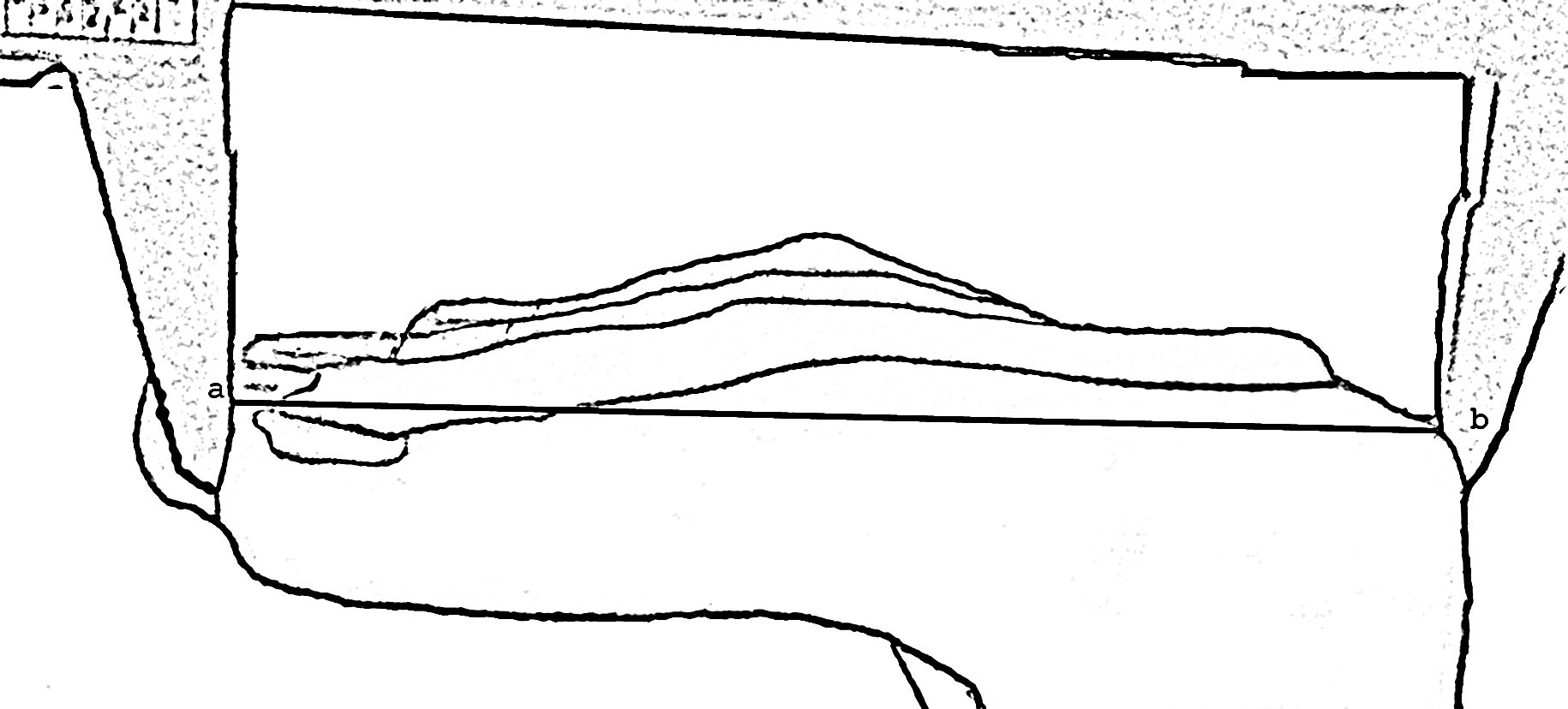
ノギスを用いた手の甲側の指の長さの測定方法。手のひらに対して90度の角度を保ちながら指をテーブルの端に置く。

指比（しひ）とは、手の各指の長さの比率のこと。最もよく言及されるのは人差し指（示指; 2nd digit）と薬指（環指; 4th digit）の長さの比で、示指環指比（じしかんしひ）、第2指・第4指比（だいにし・だいよんしひ）、2D:4D比とも言われる。2D:4D比は、所定の手の人差し指の長さをその手の薬指の長さで割ることで求められる。人差し指が長ければ2D:4D比は1より大きくなり、薬指が長ければ1より小さくなる。
2D:4D比は性的二形である。男女どちらも一般に人差し指のほうが短いが、2本の指の長さの差は女性よりも男性においてより顕著になる。多くの研究で、2D:4D比と様々な身体・行動形質に相関関係があることが示されている。

## 測定方法
指の長さは一般的に、手のひら側のMP関節（指の付け根の関節）の線の中点から指先までの長さを測る。近年では手の甲側を用いて、指を90度に曲げたときの指先から基節骨の突起までの長さを測定する方法も受け入れられている。ある研究では、手のひら側よりも手の甲側の指比のほうが骨長比のより良い指標であることが示されている。また、手のひらの関節のしわの配置も手のひら側の指比に影響を及ぼす。

## 相関関係
2D:4D比は子宮内でのアンドロゲンやテストステロンの曝露に影響されることが指摘され、したがって、出生前アンドロゲン曝露量の大まかな指標となる（2D:4D比が低いほど出生前アンドロゲン曝露量が高い）ことが示唆される。また、2D:4D比はエストロゲン曝露量にも影響されており、テストステロン単独ではなく、テストステロンに対するエストロゲンへの曝露量の比率（T:O比）と相関することを示す研究もある。
指比は性的二形である。すなわち、ほとんどの指比は女性よりも男性において顕著になる。手のひら側の指比では、人差し指を含む比において強い性的二形性を示す。対照的に、手の甲側においては小指を含む指比に強い性的二形性が現れ、女性は概して小指が短い傾向にある。全般的に、性的二形性に関する結果は手のひら側、とくに旧来の2D:4D比よりも手の甲側の指比のほうがはるかに強く表れる。したがって、従来のほとんどの研究は2D:4D比に焦点を当てているが、他の指比も参考になる。
実証研究では、出生前のテストステロン注射によって、皮膚紋理や手のひら側の指の長さに男性的な変化が生じるが、骨長比には変化が起こらないことが示されている 。また、この効果は人差し指で生じるが、薬指では生じない。さらに、ヒトの表皮組織にはアンドロゲン受容体のみがあり、エストロゲン受容体αは分布しない。以上のことから、指の皮膚紋理は出生前テストステロンの曝露に対してより敏感である一方で、骨長比はテストステロンとエストロゲンの曝露量の比率に対して敏感である可能性がある。したがって、手のひら側の2D:4D比は、2つの異なるホルモンへの感度の組み合わせを反映している。これを支持するものとして、2019年の研究では、関節のしわの違いが手のひらの2D:4D比の性差に影響を与えることが示されている。

## 研究史
大部分の男性が女性に対して人差し指が薬指より短いことは、19世紀後半の学術文献で何度か指摘されている。1930年には201人の男性と109人の女性のサンプルから統計的に有意な性差が認められている。しかしその後、この発見は長らく忘れられたか無視されてきたようである。1983年、キングス・カレッジ・ロンドンのグレン・ウィルソンが女性の自己主張の強さと指比の相関関係を調べた研究を発表し、これがある性の中での指比と心理学的特性の関係を検証した最初の研究事例となった。ウィルソンは、骨格構造と人格はいずれも子宮内での性ホルモンレベルに影響されるという説を提案した。1998年、ジョン・T・マニングらが2歳児の指比に性差があることを報告し、この値が出生前性ホルモン量の指標となるという説を前進させた。これ以来、指比についての研究は世界中で盛んに行われてきた。
Biology Lettersに掲載された2009年の研究では次のように主張する。「2D:4D比の性差は主として、ゼロ切片でない共通のアロメトリー（両対数線形的）な変化によって生じる。これは、2D:4D比が指が長くなるにつれて必然的に減少する、すなわち男性が女性よりも長い指を有することを意味している」。このことは指比の性差や、それに対するホルモンの推定的影響の根幹をなすと考えられる。
ジャングェイ・ジャンとマーティン・C・コーンによる2011年の論文は、「ネズミの2D:4D比は、指の発達中のごく短い期間における、アンドロゲンとエストロゲンのシグナル伝達のバランスに左右される」と報告する。子宮内でのヒトの指の形成は13週までに起こると考えられており、また骨同士の長さの比率はこの時点から成人になるまで一定である。この間、アンドロゲンに胎児が曝露されると（この量こそが性的二形の正体と考えられている）、薬指の成長率が高まる。このことは性別の異なる二卵性双生児の2D:4D比の分析から得られる。女子は子宮内の兄弟から過剰なアンドロゲンに曝され、したがって2D:4D比が有意に低くなる。
重要な事実として、成人の性ホルモンの量と2D:4D比との間には何の相関も見出されていない。このことは、2D:4D比が完全に子宮内でのホルモン曝露量に規定されていることを示している。いくつかの研究で、指比が遺伝性であることも示されている。この話題に関する研究の大きな問題は、大人のテストステロンレベルが2D:4D比によって予測できるかどうかについて、文献のなかで食い違いが生じていることである。

## アンドロゲンの効果
出生前のアンドロゲンレベルの上昇によって起こる先天性副腎過形成症（CAH）の女性は、たいていの場合低い、男性的な2D:4D比を示す。他に起こりうる生理学的効果としては、陰核の拡大と浅い膣が挙げられる。
CAHの男性は対照群の男性より低い2D:4D比を示すが、このことも出生前アンドロゲンが2D:4D比に影響を及ぼすことを裏付ける。なぜなら羊水検査によるサンプルでは、CAHを有する男性はテストステロンの出生前レベルが高めの正常範囲にある一方で、弱めのアンドロゲンであるアンドロステンジオンのレベルが、対照群の男性に比べて数倍高いからである。これらの測定値は、アンドロゲンの総量でみると、CAHの男性が対照群の男性に比べて出生前により高い濃度で曝されることを示している。
生涯にわたってテストステロン分泌量が対照群の男性より少ないクラインフェルター症候群の男性の指比は、父親や対照群の男性に比べて大きく（すなわち女性的に）なる。
女性の非臨床的サンプルでは、指比が肛門性器間距離と期待される方向に相関していた。すなわち、出生前アンドロゲン曝露量が多いことを意味する、肛門性器間距離の大きい女性は、指比が大きい傾向にあった。
男性における指比は、アンドロゲン受容体遺伝子の遺伝的変異と関係している。 （CAG配列が多いために）テストステロンへの感受性が低いアンドロゲン受容体を産生する遺伝子をもつ男性は、指比が女性的な値になる。 この結果は再現性がないという報告も複数ある。しかし、より多くのCAG配列をもつアンドロゲン受容体を有する男性は、恐らくゴナドトロピンに対する負のフィードバックが減少した結果として、より多くのテストステロンを分泌することにより、感受性の低い受容体を補っている。 したがって、2D:4D比が出生前アンドロゲンレベルを正しく反映していても、CAG配列との相関が期待できるかは明らかではない。
アンドロゲン不応症（AIS）を有するXY個体（男性）は、アンドロゲン受容体の機能不全遺伝子に起因するが、アンドロゲンホルモンが指比に影響を及ぼすならば当然予測されるように、概ね女性的な指比を示す。この結果は同時に、指比の性差がY染色体それ自体とは無関係であることも示している。
2D:4D比における性差は、人間の出生前に存在しており、両性の指の成長に異なった形で影響を与える可能性のある社会的影響を排除する。これまでの哺乳動物の体の性差はすべて、アンドロゲンによる男性化または性染色体の影響によることが分かっている。さらにAISの結果によって性染色体の性差への役割が排除されたため、出生前の性的二形性から、アンドロゲンが出生前に働きかけて指比に影響を及ぼしていることも分かる。
33の羊水検査サンプルで測定されたテストステロンとエストラジオールの比は、子供のその後の2D:4D比と相関する。一方、羊水中のエストロゲンのレベルは2D:4D比の高さとは相関しておらず、検証の結果からは、男性と女性のエストロゲンレベルに差異は見出せなかった。
マウスでの研究は、出生前アンドロゲンが主に第4指の成長を促進することによって作用することを示している。これがテストステロンとエストロゲンに対する胎児の曝露を反映しているという証拠もある。

## 指比の発生要因
なぜ指比が出生前ホルモンレベルに影響されるかは明らかでない。他の同様の形質の証拠として耳音響放射や腕と胴体の長さの比などがあり、同様の効果を示す。指と陰茎の発達の両方に影響するホメオティック遺伝子は、これら複数の形質に影響を及ぼしている可能性が示唆されてきた（多相遺伝）。骨成長における性ホルモンの直接的影響が、指の発達におけるホメオティック遺伝子の調節によって、またはそのような遺伝子とは独立して、影響している可能性もある。また、右手は左手よりも性差が大きいことが示されているが、右手の指比が左手のそれよりも敏感である理由は不明である。ただし、骨の長さの比の性的二形には左右差が見られず、関節のしわの位置の違いが手のひらの指比の性差に影響するため、関節のしわの位置の違いがこの左右差を明らかにするかもしれない。
2011年のマウスでの研究から、2D:4D比が性ホルモンに相関するのは、アンドロゲンとエストロゲンの受容体の活動が人差し指よりも薬指で活発なためであることが示唆されている。アンドロゲン受容体の不活化は薬指の成長を鈍らせる、すなわち2D:4D比を高め、一方で、エストロゲン受容体の不活化は薬指の成長を促進し、2D:4D比を高めることにつながる。

## 分布

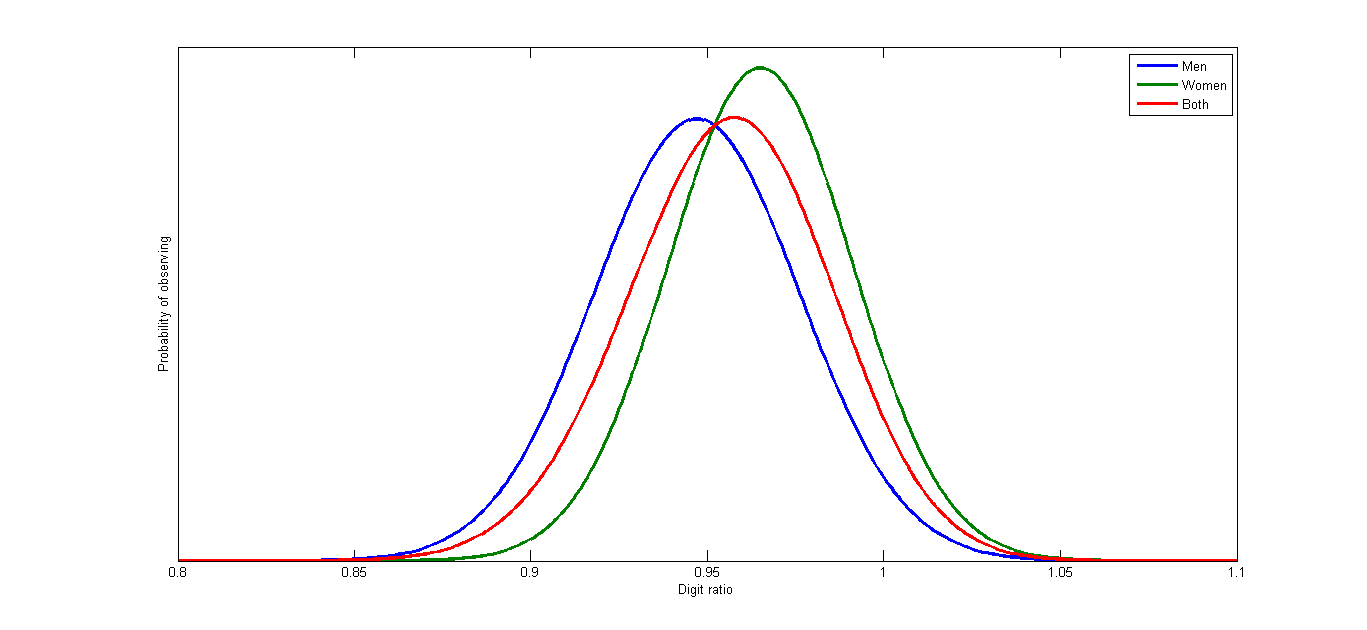
分布の模式図：青が男性、緑が女性、赤色が集団全体。アルバータ大学内の対象者に基づき、また正規分布を仮定している。

136人の男性と137人の女性を対象にしたアルバータ大学の研究によれば、男性平均が0.947（標準偏差0.029）、女性平均 は0.965（標準偏差0.026）となった。正規分布を仮定すると、男性では0.889-1.005、女性では0.913-1.017が2D:4D比の95％予測区間として導かれる。
ウォーリック大学の249人の学生・院生を最終サンプルとする2018年の調査では、ジェンダー比の調整の結果、男性平均は0.951（標準偏差0.035）、女性平均0.968（標準偏差0.028）となった。
日本の双生児300名を対象にした調査では、男性の指比の平均値は0.95±0.03であり、女性の指比の平均値は0.96±0.03であった。日本の医療系専門学校学生95名（男子75名、女子20名）を対象にした研究では、指比の男性平均は0.97±0.04で、女性平均は1.02±0.04であった。また、人材派遣会社から募集した20代の男女18名での指比の平均値は、男性で0.955±0.035（右手）と0.911±0.027（左手）、女性で0.972±0.022（右手）と0.945±0.029（左手）であった。
日本で行われた自閉症児童の指比を調査した研究では、健常児の対照55人（男児30人、女児25人）の指比も計測している。それによると健常児の指比の平均値は、男児で0.97±0.005、女児で0.98±0.004であった。
マニングらは、2D:4D比が様々な民族間で大きく異なることを示した。漢人・ベルベル人・ウイグル人およびジャマイカ人の子供を対象とする研究でマニングらが発見したところによれば、2D:4D比の平均値は漢人（0.954±0.032）の子供が最も高く、ベルベル人（0.950±0.033）、ウイグル人（0.946±0.037）がこれに次ぎ、ジャマイカ人（0.935±0.035）の子供は最も小さい値を示した。この差は性差よりもはるかに大きい。マニングの言葉によれば、「ポーランド人とフィン人の間には、男女の間よりも大きな差がある」。
しかし、それぞれの2D:4D比平均に関して標準偏差はかなり大きいことに留意すべきである。 例えば、漢族の子供の比率（0.954±0.032）は、0.922という低い比率を含みうるし、ジャマイカの子供の比率（0.935±0.035）は、0.970という高い比率を含みうる。 したがって、いくつかの民族集団における信頼区間は重複している。
ルーらの2008年の研究では、寧夏における回族と漢族の2D:4Dの平均値がイギリスのようなヨーロッパ諸国のそれよりも低いことが明らかになった。マニングらは2007年に、白人・中国以外のアジア人・中東の人々の指比が大きく、中国人と黒人の比が小さいことも明らかにしている。
2つの研究では、2D:4D比の地理的相違が遺伝子プールの相違に起因するのか、あるいは緯度に関連する環境変数が関与しているのか（例えば、太陽光への曝露や日の長さの差異）を検証している。結果として、2D:4D比の地理的差異は緯度ではなく遺伝的プールの違いによって引き起こされていた。
近親交配は、子の2D:4D比を低下させることが判明している。近親交配の比率は宗教・文化・地理に依存するため、このことは2D:4D比の地理的・民族的差異の一端を説明しうる。

## 形質・特性との相関
指比が健康や行動、後の人生におけるセクシャリティと相関すると指摘する論者もいる。以下は指比の高さと相関することが実証・示唆されているいくつかの形質・特性のリストである（全ての特性を網羅しているわけではない）。
|                    | 指比・小 | 指比・大 |
| ------------------ | --- | --- |
| 生理学・病気       | - 前立腺癌・前立腺の病気リスクの増加（男性） - 胎児の子宮内発育の遅滞 - 繁殖成功率の増加（男性） - 筋萎縮性脊髄側索硬化症(ALS)の患者(男性) - 月経前症状が重くなる(女性) - 月経異常の増加（女性） - わずかに陰茎が長い（男性） | - 精子数の低下（男性） - 心臓病リスクの増加（男性） - 肥満・メタボリック症候群リスクの増加（男性） - 前立腺癌リスクの減少 - 出生時サイズの減少（男性） - WHR比の減少（女性） - 皮下脂肪厚の増加（女性） - 体脂肪分布の増加（女性） - 体重・BMIの増加（女性） - 乳房の肥大（女性） - 繁殖成功率の増加（女性） |
| 精神障害           | - ADHD比率の増加（男性） - アスペルガー症候群およびその他の自閉症スペクトラム障害の比率の増加（指比を全人口と比較した場合） - 拒食症リスクの増加（女性） - 精神病質の増加（男性） - アルコール依存症比率の増加および飲酒頻度・摂取量の増大 | - うつ病リスクの増加（男性） - 統合失調症比率の増加 - 精神病質の増加（女性） - アルコール依存症リスクの減少 - テレビゲーム中毒リスクの減少 - 不安障害傾向（男性） - 過食症リスクの増加（女性） - ニコチン（タバコ）の摂取量の増大 |
| 身体的・競争的行動 | - スポーツでの攻撃的行動の増加 - 大相撲力士の番付と幕内生涯勝率の上昇 - 握力がより強い傾向（男子） | - スポーツの成績の低下 - 金融取引能力の低下 - 右手の器用さ（未確定） |
| 認知・人格         | - 自己主張性（女性） - 精神病傾向（女性） - 攻撃性（男性・女子） - 多動性・社会的認知機能の低下（女子） - 男性的な筆跡（女性） - 顔の知覚的支配性・男性性（男性） - オーケストラにおける成績・才能（男性） - 学業成績（右手の指比） - 感情移入の減少（男性；成人のテストステロンレベルに呼応する） - 誘発されない攻撃傾向の増加 - 高リスクな行動の増加（男性） - 規範的行動の嗜好 - 芸術家は指比が低い傾向 - 子供は読解力に比べ計算力に長ける - 思春期以後の犯罪加害比率 - 社会情緒的スキルの欠乏 - 行動障害（男子） - ウエストが細く巨乳の女性との交際率が高い(男性) - 社会的支配性のあるフェミニスト活動家（女性） - 理系である傾向 | - 性格形質の女性化 - 開放的な性格 - 親に対する愛着点数が高い（女性） - 異性と長い親密関係（女性） - 生理周期で男性的な顔への選好変化がない（女性） - 超常的・迷信的な盲信（男性） - 試験における好成績（男性） - 神経症傾向（右手は両性、左手は女性にのみ当てはまる） - オーケストラにおける成績（女性・左手の指比；成人のテストステロンレベルに呼応） - 高い発話流暢性 - 高い視覚記憶能力（女性） - 子供は計算力に比べ読解力に長ける - 学童期に遊びのスコアが女児傾向を示す(男児) - 文系である傾向 |
| 認知・人格         | 指比と数学的能力の間には逆U字型の関係がある（指比が高い・低い被験者は数学の成績が低く、中間的な者の成績が最も高い） | |
| マネジメント       | - リーダーシップ - 創造性 | |

## LGBTとの関連性
指比の大きい女性およびゲイ男性は、より男性的な男性への性的嗜好を示す。男性的な顔のタイプを好むことは、精神性が女性的であることを意味する。
レズビアン女性は異性愛女性に比べ平均的に指比が小さい。また、指比が大きいレズビアン女性はフェム（女性役）傾向がありブッチ（男性役）の傾向が弱い。性的指向を異にする双子の姉妹でも、指比に差がある。
バイセクシュアル男性は異性愛男性より指比が小さい。また、男性の同性愛は指比の大きさと相関することが示唆されているが 、これに異議を唱える者もいる。別の研究では同性愛男性の指比は異性愛者の男性と同じ あるいはそれより小さいことが示されている。ある研究では、この差異は地理的変数に依存していると結論づけた。ヨーロッパのゲイ男性はストレート男性と比べて小さいか同等だが、米国ではより大きいか同等である。ただしこの発見は18の研究を含むメタ分析から疑問視されており、従前の性的指向が異なる男性間にみられた差異には、地理よりも民族性が符合した。メタ分析では、男性の性的指向による有意差は存在しないと結論付けられている。
指比が小さいほどポリガミー傾向が、大きいほどモノガミー傾向がみられる。
ドイツでの研究から、指比とMtFトランスジェンダーとの間に相関性があることが分っている。MtFトランスジェンダー女性は男性よりも高い指比をもち、その比率は女性のそれに匹敵する。

## 指比と発達
2D:4D比が人間の発達と成長を示唆する証拠もある。 ロナルズ（2002）は、平均胎盤重量がより大きく、出生時の頂踵長（身長）がより短い男性は、成人期においてより高い2D:4D比を有することを示した。 さらに、顔面形状と2D:4D比との相関に関する研究は、幼少期のテストステロン曝露量がその後の発達にある程度の制約をする可能性があることを示唆している。出生前の（2D:4D比に基づく）性ステロイド比および実際の染色体性の性的二形は、ヒトの顔ごとに異なる作用を示すが、男性および女性の顔の形状によく似たパターンで影響を及ぼすことが判明した。 フィンクらは、低い2D:4D比（すなわち高テストステロン量）の男性と高い2D:4D比（すなわち高エストロゲン量）を有する女性において、顔面対称性がより高いことを見出した。 しかしながら、子宮内でのきわめて高レベルなテストステロンやエストロゲンへの曝露は、悪影響も及ぼしうる。

## 洞窟壁画
2D:4D比は先史時代のヨーロッパ・インドネシアにおける洞窟壁画に見られる、旧石器時代の手形を理解する方法の1つとして使われている。

## 他の動物における指比
デニス・マクファデンらは、ゴリラやチンパンジーなど多くの大型類人猿の後肢指比の性的二形性を実証している。エマ・ネルソンとスザンヌ・シュルツは近年、2D:4D比が霊長類の交配戦略と人間社会の進化にどのように関係しているかを調査している。
マウスの後肢の2D:4D比における性的二形性は、マニングとブリードラブの両研究グループによる2つの研究で実証されている。この影響がすべてのマウス系統に見られるわけではないことを示唆する証拠もある。
ナンシー・バーレイの研究グループは、キンカチョウの性的二形性を実証しており、雌における指比と、雄の副性徴（性選択された形質）に対する嗜好の強さとの間に相関があることを見出した。キジでは、足の第2指と第4指の比率は、卵中のテストステロンの操作によって影響されることが示されている。
前肢の2D:3D比は、出生前のアルコール曝露の影響を受けることが雌ラットで示されている。アルツベータ・タラロビチョバらの共同研究では、出生前の期間にテストステロンが上昇すると、薬指の長さ、2D:4D比、およびオープンフィールド試験での運動活性に影響を与える可能性があることをラットから発見した。
ピーター・L・ハードとセオドア・ガーランドJr.および彼らの門下生は、自発的に滑車を回す挙動がよく見られるように選択的に繁殖されたマウスの系統における後肢2D:4D比を検査した。これらのマウス群は、2D:4D比の増大を示す。この明らかな「女性化」は、2D:4Dと人間の体力との間に見られる関係とは反対であり、2D:4D比がマウスの出生前アンドロゲン曝露量の明確な代替指標であるという考え方とは調和しにくい。著者は、2D:4D比が種々の遺伝子を調節する糖質コルチコイドやその他の因子の効果をより正確に反映しているのかもしれない、と指摘している。